# Resultados do Carnaval de São Paulo na década de 1930
Resultados do Carnaval de São Paulo na década de 1930.

## 1933
O Carnaval de São Paulo já possuía desfiles oficializados, mas as manifestações de origem negra estavam fora dos desfiles oficiais e eram ignoradas de fato pela imprensa. Buscando a valorização dessas agremiações, foi promovido nesse ano pela primeira vez um concurso entre blocos, ranchos e cordões carnavalescos. O certame recebeu o nome de Taça Arthur Friendenreich, sendo organizado pela Frente Negra Brasileira.
Participantes: 
- Cordão da Barra Funda
- Bloco do Boi
- Cordão das Bahianas
- Bloco da Mocidade[1]

Não há dados sobre quem foi o vencedor.

## 1934
Em 1934, o mesmo concurso foi novamente realizado, sendo vencido pelo Vae-Vae.

## 1935
O Carnaval de 1935 foi o primeiro onde as agremiações de cunho popular foram integradas e passaram a concorrer no desfile oficial da Prefeitura. O concurso principal continuava a ser o das grandes sociedades, realizado na Avenida São João. Paralelamente, foi instituído outro desfile na Rua Líbero Badaró, aonde competiram 35 agremiações, entre ranchos, blocos e cordões, entre outros tipos de agremiações, num desfile único.
- Participantes:
  - “Grupos” 
    - Vindos do Sertão
    - No me Misturo
    - Grupo X da Radio Educadora
    - Veteranos da Serra

  - “Blocos” 
    - Franco-Brasileiro
    - Bloco do Roma
    - Flôr da Mocidade
    - Mocidade do Lavapés
    - Filhos da Candinha
    - Bloco Moderado
    - Cordão dos Innocentes
    - Bloco do Jockey Clube “Nossa Vida é um Mystério”
    - Bloco da Banda Auri-Furgente de Jundiahy
    - Bloco Banda

- - “Cordões” 
    - Luso-Brasileiro
    - Caveiranos
    - Geraldino
    - Terminian
    - Cordão Rugggerone
    - Cordão da Barra Funda "Camisas Verdes"
    - Campos Elyseos
    - Tenentes do Hispano
    - Caveira de Ouro
    - Bahianas Paulistas
    - Vae-Vae
    - Marujos Paulistas
    - Cordão Sammarone
    - Cordão Liberdade
    - Peccadores sem Arrependimento
    - Bloco das Misses, de Santos

  - “Ranchos”
    - Garotos Olympicos
    - Diamante Negro
    - Mimoso Príncipe Negro
    - Rancho Luiz Gama
    - Arranchados de Quitau’na”

Sem dados sobre o campeão.

## 1936
- 1- Mocidade do Lavapés
- 2- Desprezados da Penha

## 1937
Em 1937 o Carnaval muda de lugar a passa a ser realizado na Avenida São João, com os desfiles dos Blocos, Ranchos, Cordões e Escola de Samba. O desfile foi realizado no dia 4 de Fevereiro e contou com os blocos: Arrelia, Dragões do Belém, Milionários, Marinheiros Mexicanos e Glicério; Cordões: Baianas Paulistas, Geraldinos, Mocidade do Lavapés, Recreio das Borboletas, Marujos Paulistas, Flor da Mocidade, Baianas Teimosas e Camisa Verde; escola de samba: Primeira de São Paulo.
No dia 6 de Fevereiro a Prefeitura realiza os desfiles oficiais, ao invés dos blocos particulares e sem filiação, participavam apenas os filiados a antiga FEPES (Federação das Pequenas Sociedades).
Na competição de clubes os quesitos eram: Conjunto, Originalidade, Cenografia e Esculturas, Harmonia, Indumentaria, Evolução e Iluminação. O único quesito avaliado na categoria grandes sociedades era Alegorias. Na terceira categoria, dos blocos, cordões e escolas de samba, os quesitos eram  Comissão de Frente, Originalidade, Harmonia, Indumentária e Evolução.

### Categoria Clubes Carnavalescos
- 1º Geraldinos
- 2º Camisa Verde
- 3º Recreio das Borboletas
- 4º Flor da Mocidade

### CategoriaGrandes Sociedades
- 1- Campos Elyseos
- 2- Garotos Olímpicos (não desfilou)

### Categoria blocos, cordões e escolas de samba
Desfilaram Campos Elyseos, Barra Funda, Flor da Mocidade, Mocidade do Lavapés, Geraldinos, Marujos Paulistas, Nacionalistas, Ruggerone, Juventus, Bahianas, União do Bom Retiro, Primeira de São Paulo, Cravos Vermelhos e Vai-Vai. Sem dados sobre o campeão.

### Geral
- 1- Geraldinos - 233 pontos
- 2- Campos Elyseos - 221 pontos

## 1938
A partir desse ano os clubes pararam de sair às ruas e abandonaram as competições. Todas as demais agremiações participaram de uma disputa unificada.
- 1º - Bando das Estrelas - 154 pontos
- 2º - Primeira de São Paulo - 115 pontos
- 3º - Bahianas Paulistas - 106 pontos
- 4º - Cravos Vermelhos - 103 pontos
- 5º - Marújos Mexicanos - 98 pontos
- 6º - Estrelas Caprichosas - 95 pontos
- 7º - Príncipe Negro - 75 pontos
- 8º - Mocidade do Lavapés - 48 pontos

## 1939
Não houve desfile oficial, mas a Primeira de São Paulo venceu o concurso realizado no Largo do Pari. Além deste, havia outros desfiles de bairros, sendo também conhecidos os desfiles da Vila Esperança e do Rincão.